# Christina Moore
Christina Moore (* 12. dubna 1973) je americká herečka. Je známá především rolí Laurie Formanové v 6.-8.sérii seriálu Zlatá Sedmdesátá.
Narodila se v Paletine, Illionois. Její matkou je Abby Moore a má 3 starší sestry. Její talent se začal rozvíjel už v útlém věku, když zpívala v kostele. Když byla na střední škole, jela s pěveckým kroužkem do Chicaga. Její první profesionální práce byla v Evansville v Indianě, kde hrála ve 3 hrách – Annie, Popelka a Velká Řeka.